# James Morrison (1789-1857)
James Morrison (1789–1857) fue un empresario y millonario británico, miembro del Whig del parlamento.

## Primeros años
Morrison era hijo de un posadero de Middle Wallop en Hampshire. Se casó con Mary Anne, hija de Joseph Todd, propietario de un negocio de pañería en Londres, el cual rápidamente con su ayuda lo convirtió en uno de los más rentables del mundo.
Entre sus hijos se incluye a Alfred Morrison, de Fonthill, quien fue Alto Sheriff de Wiltshire en 1857, además de un notable coleccionista de piezas de arte (ver Tríptico de Morrison ), el político Hugh Morrison, el alcalde James Archibald Morrison de Fonthill y Basildon; Carlos de Basildon Park e Islay, Frank de Hole Park, Kent y Strathraich Morrison, Ross y Walter Morrison de Malham Tarn, Yorkshire.

## Carrera profesional
Morrison comenzó su carrera trabajando en un almacén de Londres. El esfuerzo finalmente le aseguró la entrada en el negocio general de cortinas en Fore Street, Londres de mano de Joseph Todd, con cuya hija se casó. La firma se hizo conocida como Morrison, Dillon & Co, y más tarde se convirtió en Fore Street Limited Liability Company .
Morrison trabajó con pequeños márgenes, con una rápida circulación de capital, siendo su lema "pequeñas ganancias y rápidos rendimientos". Hizo una fortuna, gran parte de la cual se destinó a la compra de tierras en Berkshire, Buckinghamshire, Kent, Wiltshire, Yorkshire e Islay en Argyllshire, isla que compró por casi ½ millón de libras esterlinas en 1854. En su libro Vida y correspondencia, Robert Southey registra cómo vio a Morrison en Keswick en septiembre de 1823; entonces poseía alrededor de unas 150.000 libras esterlinas y se dirigía a New Lanark on the Clyde, tenía la intención de invertir £ 5,000 en la comunidad filantrópica de Robert Owen "si encuentra que sus expectativas se confirman con lo que ve allí".
Desde su llegada a Londres, Morrison estuvo asociado con el Partido Whig de la ciudad. En 1830, ingresó al Parlamento como miembro de St Ives Cornwall, que ayudó a privar parcialmente de sus derechos votando a favor del Gran Proyecto de Ley de Reforma . En 1831, consiguió un escaño en Ipswich, para el que fue elegido de nuevo en diciembre de 1832. Sin embargo, fue derrotado allí en la 'Peel Dissolution' en enero de 1835. En una petición electoral, Fitzroy Kelly y Robert Adam Dundas, fueron destituidos y Morrison, y con Rigby Wason, encabezó la votación en junio de 1835. En la disolución posterior, en julio de 1837, Morrison permaneció fuera del parlamento y, en diciembre siguiente, con motivo de una elección parcial para una vacante en Ipswich, fue derrotado en una contienda con Joseph Bailey. En marzo de 1840, volvió a ingresar a la Cámara de los Comunes como miembro de Inverness Burghs y volvió a ser elegido sin oposición en las elecciones generales de 1841 pero, tras la disolución de 1847, con mala salud, finalmente se retiró.
En la década de 1830, Morrison estableció la empresa comercial estadounidense, Morrison, Cryder & Co., e invirtió fuertemente en la industria ferroviaria tanto en los Estados Unidos como en Francia. El 17 de mayo de 1836, pronunció un hábil discurso para promover una resolución instando a la revisión periódica de los peajes y cargos aplicados a los ferrocarriles y otras obras públicas. En 1845, presentó resoluciones similares y nuevamente en marzo de 1846 finalmente logró obtener un comité selecto para la mejor promoción y seguridad de los intereses del público en los actos ferroviarios. Su borrador de informe, no aprobado del todo, fue redactado con gran habilidad y muchos de sus principios fueron adoptados en la legislación posterior.
Un hombre completamente autodidacta, Morrison construyó una gran biblioteca. Fue igualmente coleccionado cuadros de los Viejos maestros, italianos y holandeses, junto con la escuela inglesa de pintores. Era una "colección de una clase muy alta". Morrison albergó su colección de arte en su casa de Londres en Harley Street y en Basildon Park en Berkshire que, en 1842, había reemplazado por completo al Pabellón en Fonthill (Wiltshire) que era su finca favorita. Incluía obras de Constable, Da Vinci, Hogarth, Holbein, Poussin, Rembrandt, Reynolds, Rubens, Tiziano, Turner, Cuyp, Jan Steen, Murillo y Van Dyck.

## Otras lecturas
- Dakers, Caroline (2005) James Morrison (1789–1857), 'Napoleon of Shopkeepers', Millionaire Haberdasher, Modern Entrepreneur . En: Moda y Modernidad . Berg, Oxford, págs. 17–32.ISBN 1-84520-027-6
- Dakers, Caroline (2012) Un genio para el dinero: negocios, arte y los Morrison. Wiley.ISBN 9780300112207